# Zachodnia ofensywa Armii Czerwonej (1918–1919)
Zachodnia ofensywa Armii Czerwonej – strategiczna ofensywa radzieckiej Armii Czerwonej w kierunku zachodnim, mająca na celu zajęcie obszaru Białorusi i krajów bałtyckich oraz ustanowienie na nich władzy radzieckiej, przeprowadzona w latach 1918–1919.

## Estonia
29 listopada 1918 roku Armia Czerwona zdobyła Narwę i proklamowała w mieście powstanie rządu radzieckiego, Estońskiej Komuny Ludu Pracującego. Wojska bolszewickie podeszły ona 34 km od Tallinna. Sowiecka ofensywa została jednak zatrzymana przez operujący w pobliżu korpus brytyjski. Armia estońska razem z ochotnikami z Finlandii, Danii, Szwecji oraz Białych Rosjan przeszła następnie do kontruderzenia, podchodząc na 15 km do Piotrogrodu i zmuszając Rosyjską Federacyjną Socjalistyczną Republikę Radziecką do podpisania traktatu pokojowego, uznającego niepodległość Estonii i wytyczającego granicę estońsko-sowiecką.

## Łotwa
W wyniku I wojny światowej, od 1915 roku Kurlandia i Semigalia, a od początku 1918 roku całość terytorium Łotwy, znalazły się pod okupacją niemiecką. Po klęsce Niemiec w I wojnie światowej Łotwa proklamowała niepodległość 18 listopada 1918 roku w Rydze. Premierem nowego państwa został Kārlis Ulmanis. Na początku stycznia 1919 wojska bolszewickie wkroczyły na terytorium Łotwy i zdobyły Rygę, w której ustanowiono władzę rad narodowych. Wojska niemiecko-łotewskie, za przyzwoleniem ententy, zmusiły wojska sowieckie do odwrotu w marcu 1919 roku. Choć traktat wersalski zobowiązał Niemców do opuszczenia kraju, podjęli oni próbę zajęcia Łotwy, zostali jednak wyparci pod koniec listopada 1919 roku.
W celu zmuszenia bolszewików do opuszczenia ostatniego zajmowanego regionu Łotwy, Łatgalii, delegacja łotewska zwróciła się do rządu polskiego o pomoc podpisując z nim 30 grudnia 1919 roku układ o pomocy wojskowej rozszerzonego 16 stycznia 1920 roku. Porozumienia te były podstawą do wspólnych polsko-łotewskich działań militarnych przeciwko bolszewikom w ramach tzw. operacji „Zima”. Wojska polsko-łotewskie w liczbie 20 000 żołnierzy (z czego 12 000 polskich) dowodzone przez gen. Edwarda Śmigłego-Rydza prowadziły walki podczas 30 stopniowych mrozów. Sprzymierzone wojska w ciągu stycznia opanowały cały teren Łatgalii (Inflant Polskich) wygrywając bitwę pod Dyneburgiem i zmuszając Rosję Radziecką do zawieszenia broni. W traktacie pokojowym podpisanym w Rydze 11 sierpnia 1920 roku Rosja Radziecka uznała niepodległość Łotwy (w 1940 roku, w czasie II wojny światowej, po zajęciu Łotwy przez Armię Czerwoną, kraj ten został jedną z republik radzieckich).

## Litwa
Z wybuchem I wojny światowej Litwini wiązali nadzieje na odzyskanie niepodległości, jednak od 1915 roku Litwa znalazła się pod okupacją niemiecką. We wrześniu 1917 roku w Wilnie wybrano Radę Litewską (z lit. Tarybę). 16 lutego 1918 roku Taryba ogłasza niepodległość i powstanie niepodległego Królestwa Litwy, w rzeczywistości częściowo uzależnionego od Niemiec, dzień ten jest obchodzony jako Dzień Odzyskania Niepodległości.
Taryba powołała rząd, przeciw któremu wystąpiła Komunistyczna Partia Litwy, która stworzyła Tymczasowy Rząd Robotniczo-Włościański, a po wkroczeniu na Litwę Armii Czerwonej w następnym roku ogłosiła powstanie Litewsko-Białoruskiej Republiki Socjalistycznej. Już następnego miesiąca wojska Taryby, wspierane przez armię niemiecką, przystąpiły do kontrofensywy, a Wilno zajęło Wojsko Polskie. Ostatecznie władzę nad Litwą przejęła Taryba. Po wybuchu wojny polsko-bolszewickiej Rosjanie zwrócili Litwie Wilno.
Pod koniec 1920 doszło do konfliktu polsko-litewskiego, następnie gen. Lucjan Żeligowski, z polecenia naczelnego wodza, Józefa Piłsudskiego, wraz z dywizją litewsko-białoruską złożoną z Polaków pochodzących z Wileńszczyzny, wkracza na Litwę i zajmuje Wilno. Gen. Żeligowski tworzy wówczas Litwę Środkową. Dnia 20 lutego 1922 r. Sejm Wileński wydaje deklaracje o połączeniu Litwy Środkowej z Polską.

## Białoruś
25 marca 1918 roku Białoruś po raz pierwszy w historii ogłosiła niezależność – przy pomocy Niemiec proklamowano wówczas formalnie niepodległe państwo, tzw. Białoruska Republika Ludowa nie posiadająca własnej armii. W styczniu 1919 roku, wraz z opuszczaniem Białorusi przez wojska niemieckie BRL przestała istnieć, po tym jak sowiecka Armia Czerwona zajęła utracone w wyniku pokoju brzeskiego ziemie białoruskie. Wtedy też powstała po raz pierwszy Białoruska Socjalistyczna Republika Radziecka (BSRR), de iure twór niezależny, de facto uzależniona pod każdym względem od Rosji Radzieckiej. W 1923 roku weszła w skład ZSRR.